# آتل (شهر)

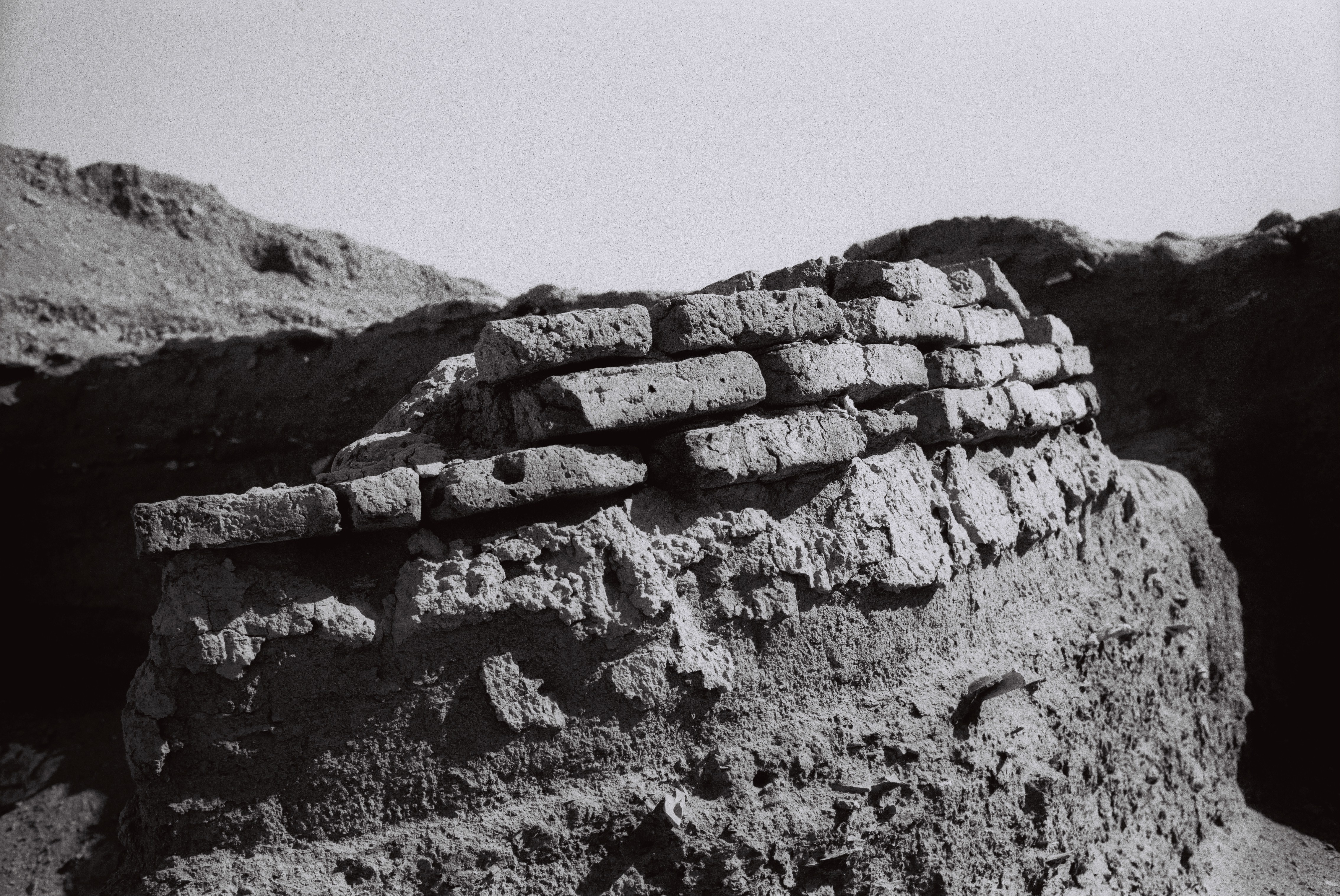
شهر آتل شهری چندتباری و چنددینی بوده که دین‌های آن یهودی، مسیحی، شمن‌باوری، پگانیسم و اسلام بوده‌است و هر گروهی به‌طور عمده در یک قسمت از این شهر ساکن بودند. شهر آتل هم‌اکنون از شهرهای نابود شدهٔ روسیه شمارده می‌شود.

آتِل پایتخت دوم خزرها از میانه سده ۸ تا پایان سدهٔ ۱۰ میلادی بود. نام آتل ترکی‌تبار و به معنی «رود بزرگ» است.
نام این شهر را به صورت‌های آتل، اتیل، و ادیل، و عدیل هم نوشته‌اند.
نخستین پایتخت خزرها شهر بلنجر بود اما خزرها در حدود سال ۷۲۰ میلادی پایتخت خود را به شهر سمندر که شهری ساحلی در شمال قفقاز بود منتقل کردند. در سال ۷۵۰ و در پی جنگ دوم اعراب و خزرها، پایتخت خزرها به آتل منتقل شد و این شهر در حدود ۲۰۰ سال این عنوان را داشت.
بنا به کتاب حدودالعالم آتل نام شهری بوده که در کنار رودی به همین نام در ناحیه خزران قرار داشته. در لغتنامه دهخدا از آتل به عنوان رودخانه عظیمی آورده که از کوهای آس و بلغار سرچشمه گرفته و به دریای خزر می‌ریزد، که نام امروزی آن ولگا است. در میان مسلمانان خملج به پایتخت خزرها اشاره داشته یا می‌تواند نام بخشی از آتیل باشد این نام ممکن است از واژه‌های خاقان‌بالیغ برگرفته شده باشد.
شهر آتل شهری چندتباری و چنددینی بوده که دین‌های آن یهودی، مسیحی، شمن‌باوری، پگانیسم و اسلام بوده‌است و هر گروهی به‌طور عمده در یک قسمت از این شهر ساکن بودند.
شهر آتل هم‌اکنون از شهرهای نابود شدهٔ روسیه شمارده می‌شود.

## در متون قدیم
در لغت‌نامه دهخدا از قول منابع قدیم در مورد آتل این مطالب آمده‌است: آتل نام شهری است از ناحیت خزران که رودی موسوم به همین نام از میان وی گذرد و قصبهٔ خزران است و مستقر پادشاه است و او را طرخان خاقان خوانند و از فرزندان انسانست (کذا) و اندر نیمهٔ مغربی نشیند از این شهر، و این نیمه باره‌ای دارد؛ و اندر این نیمهٔ دیگر مسلمانان و بت پرستانند و این پادشاه را هفت حاکم است اندر این شهر از هفت دین مختلف بهر ساعتی. چون داوری بزرگتر افتد از پادشاه دستوری خواهند یا آگه کنند بحکم آن داوری. (حدودالعالم). و دیگر رود ارتشت هم از این کوه [ از آن کوه که اندر حد میان کیماک است و خرخیز ] گشاید آبی است بزرگ و سیاه لیکن خوردنی است و شیرین است و اندر میانهٔ غوز و کیماک برود تا به ده جوبین رسد از کیماک آنگه اندر رود آتل افتد؛ و دیگر رود آتل که هم از این کوه گشاید از شمال اَرْتَش رودی است عظیم و فراخ و اندر میانهٔ کیماکیان همی رود تا به ده جوبین رسد آنگه اندر حد میان غوز و کیماک همی رود روی بمغرب کرده تا بر بلغار بگذرد آنگه عطف کند و سوی جنوب اندر بجناک ترک و برطاس بگذرد و اندر میانهٔ شهر آتل از حد خزران برود آنگه بدریای خزران افتد. (حدودالعالم). و دیگر بیابانی است مشرق وی بر حدود مرو بگذرد تا بجیحون رسد جنوب وی بر حدود باورد و نسا و فراو و دهستان و دریای خزران بگذرد تا بحدود آتل و مغرب وی رود آتل است و شمال او رود جیحون است و دریای خوارزم و حدود غوز تابحد بلغار و این بیابان را بیابان خوارزم و غوز خوانند. (حدودالعالم). ناحیت غوز ناحیتی است مشرق وی بیابان غوز و شهرهای ماوراءالنهر و جنوب بعضی هم از این بیابان و دیگر دریای خزران است و مغرب و شمال او رود آتل است (حدودالعالم). یغسویام سو، ناحیتی دیگر است از کیماک میان رود آتل و میان رود ارتش و مردمانی بیشتر با نعمت و کاری ساخته تر دارند. (حدودالعالم). ناحیت خزران ناحیتی است مشرق وی دیواری است میان کوه و دریا و دیگر دریاست و بعضی از رود آتل و جنوب وی سریر است و مغربش کوه‌است و شمالش یراذاس است و نندز. (حدودالعالم).
خاقانی می‌گوید:
گر سوی قندز مژگان نرسد آتل اشک
ره قندز سوی آتل بخزر بگشایید.